# Deutsche Fechtmeisterschaften 1958
Bei den Deutschen Fechtmeisterschaften 1958 wurden Einzel- und Mannschaftswettbewerbe in den Disziplinen Herrendegen, Herrensäbel und Herrenflorett ausgetragen. Bei den Damen wurde nur Florett gefochten. Die Meisterschaften wurden vom Deutschen Fechter-Bund organisiert.

## Herren

### Florett (Einzel)
| Platz | Sportler           | Verein         |
| ----- | ------------------ | -------------- |
| 1     | Jürgen Theuerkauff | OFC Bonn       |
| 2     | Eberhard Mehl      | OFC Bonn       |
| 3     | Helmuth Kroth      | DFC Düsseldorf |

### Florett (Mannschaft)
| Platz | Verein      | Sportler |
| ----- | ----------- | -------- |
| 1     | OFC Bonn I  |          |
| 2     | MTV München |          |
| 3     | OFC Bonn II |          |

### Degen (Einzel)
| Platz | Sportler       | Verein          |
| ----- | -------------- | --------------- |
| 1     | Walter Köstner | FR Nürnberg     |
| 2     | Dieter Fänger  | RFK Düsseldorf  |
| 3     | Paul Gnaier    | Heidenheimer SB |

### Degen (Mannschaft)
| Platz | Verein          | Sportler |
| ----- | --------------- | -------- |
| 1     | Heidenheimer SB |          |
| 2     | DFC Düsseldorf  |          |
| 3     | Tsch Freiburg   |          |

### Säbel (Einzel)
| Platz | Sportler           | Verein         |
| ----- | ------------------ | -------------- |
| 1     | Wilfried Wöhler    | ETV Hamburg    |
| 2     | Jürgen Theuerkauff | OFC Bonn       |
| 3     | Dieter Löhr        | TuS Leverkusen |

### Säbel (Mannschaft)
| Platz | Verein      | Sportler |
| ----- | ----------- | -------- |
| 1     | OFC Bonn    |          |
| 2     | TK Hannover |          |
| 3     | FR Nürnberg |          |

## Damen

### Florett (Einzel)
| Platz | Sportler       | Verein              |
| ----- | -------------- | ------------------- |
| 1     | Helmi Höhle    | Fechtclub Offenbach |
| 2     | Astrid Bernd   | TK Hannover         |
| 3     | Gundi Vorbrich | OFC Bonn            |

### Florett (Mannschaft)
| Platz | Verein              | Sportler |
| ----- | ------------------- | -------- |
| 1     | TK Hannover         |          |
| 2     | Fechtclub Offenbach |          |
| 3     | OFC Bonn            |          |